# Ramal ferroviario Laboulaye-Villa Valeria
El Ramal Laboulaye - Villa Valeria pertenece al Ferrocarril General San Martín, Argentina. 

## Ubicación
Se halla en la provincia de Córdoba en el Departamento General Roca.

## Características
Es un ramal secundario de la red del Ferrocarril General San Martín con una extensión de 176 km entre Laboulaye y Villa Valeria.

## Historia
El ramal fue puesto en marcha en la década de 1900 por el Ferrocarril Buenos Aires al Pacífico.